# Slip (biancheria intima)
Lo slip (dall'inglese to slip, scivolare, ma in inglese per esso viene usata la parola briefs) è un indumento di biancheria intima maschile e femminile. È una mutanda sgambata ed attillata con un elastico in vita.
Sono spesso in cotone, che ha la capacità di assorbire il sudore, di evitare il surriscaldamento dei genitali e di non provocare irritazioni, ma sono disponibili anche slip in microfibra, lycra, poliammide, seta e nailon.

## Storia

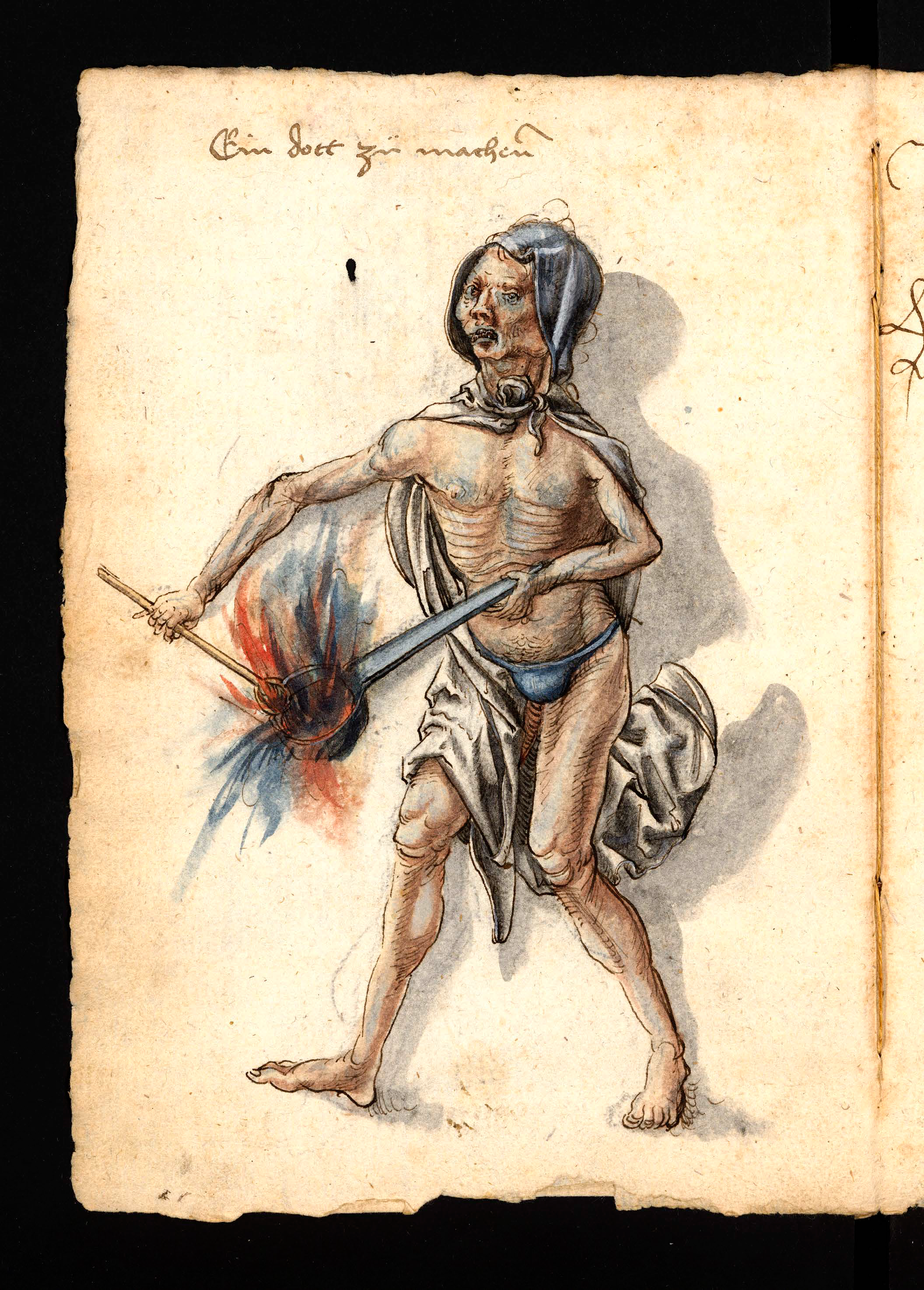
Uomo in slip, Codice Löffelholz, Norimberga 1505

Un indumento intimo di forma triangolare, simile agli slip, era presente nel guardaroba del faraone Tutankhamon, nel XIV secolo a.C.. Per lo slip come lo conosciamo oggi tuttavia occorre andare al 1906, anno in cui venne pubblicizzato all'interno di un catalogo di moda un tipo di biancheria intima maschile in maglia, corta e aderente, adatto a chi pratica sport, ma questa iniziativa ebbe un successo solamente a livello locale.
Il termine slip venne utilizzato per la prima volta nel 1913, però questo indumento ebbe successo a partire dal 19 gennaio 1935, data in cui la Coopers, Inc. (Jockey International), a Chicago, commercializzò un modello con apertura a Y con il nome di Jockey . In pochi giorni furono acquistati seicento paia e a tre mesi dall'uscita sul mercato furono venduti trentamila paia di mutande. In breve tempo in America i jockeys sostituirono completamente i union suit, indumento in maglia che copriva tutto il corpo.
Nel Regno Unito furono venduti per la prima volta nel 1938 e presto si iniziarono a vendere 3000 paia di slip a settimana. Divennero popolari nel 1948, quando ogni membro della delegazione olimpica britannica ricevette un paio di slip gratis. Una più ampia diffusione degli slip in Europa si ebbe a partire dal 1967, anno in cui il governo francese autorizzò il passaggio di spot televisivi riguardanti capi di abbigliamento intimo.

## Slip maschili

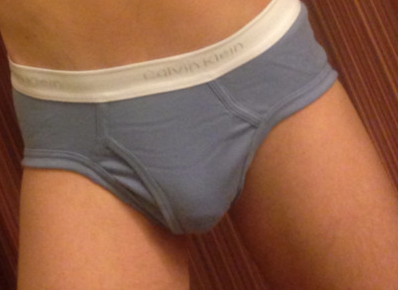
Slip maschile

Lo slip maschile, a differenza dei boxer, contiene i genitali di chi li indossa in una posizione relativamente fissa. Ciò rende questo tipo di biancheria intima molto diffuso tra chi pratica sport e tra chi preferisce un maggior supporto per i propri genitali rispetto a quello che possono fornire i boxer. A differenza di questi, la stoffa non risale su mentre si corre. Gli slip possono avere un'apertura sul davanti per consentire un accesso più rapido al pene per urinare. Nel Regno Unito questo tipo di slip sono solitamente chiamati con il nome di Y-fronts, per la y rovesciata formata dalle cuciture, ma lo slang è utilizzato per gli slip con apertura in generale, anche quando le cuciture non formano la y rovesciata.
Tuttavia, poiché lo slip può surriscaldare i testicoli, sono stati criticati per gli effetti negativi sul numero degli spermatozoi. Ma non tutte le ricerche scientifiche giungono alle stesse conclusioni. Uno studio pubblicato sul numero dell'ottobre 1998 del Journal of urology, ad esempio, affermò che è improbabile che questo tipo di biancheria intima possa avere un effetto significativo sulla fertilità maschile, perché, pur essendoci una minima riduzione dello sperma vitale a causa del calore causato dalla vicinanza dei testicoli al corpo, la quantità di sperma sano non varia. Esistono anche slip da uomo con effetto push-up o anche dei modelli che in lingua inglese sono chiamati "brief bulge" o "bikini bulge" (slip con sporgenza) oppure "brief 3D", essi favoriscono la naturale posizione dei genitali, non schiacciandoli e posizionandoli più in avanti, e di conseguenza la giusta temperatura per i testicoli idonea per la sopravvivenza degli spermatozoi.

## Slip femminili

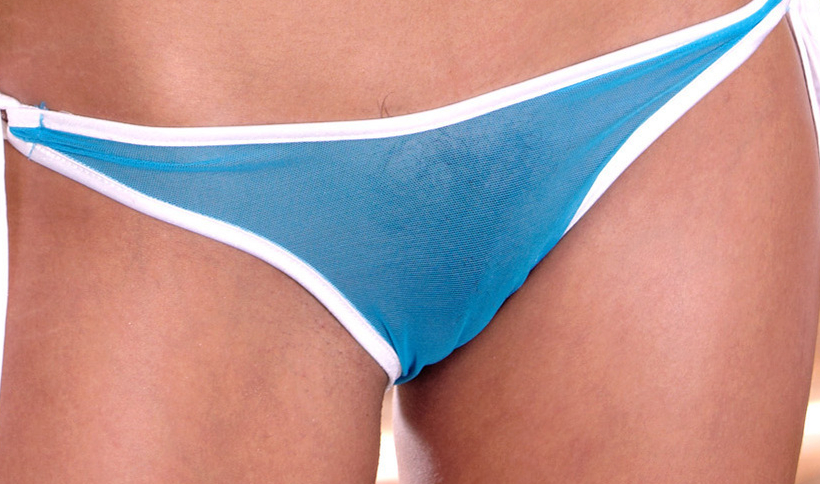
Slip femminile

Gli slip femminili, variante del modello maschile, erano già conosciuti nel XVI secolo, ma erano considerati poco eleganti ancora sino al XIX secolo, indossati dalle signore più freddolose o malate. Tuttavia solo negli anni venti comparve un tipo di mutandina per bambini, simile a quelle attuali. Con l'avvento del primo conflitto mondiale la maggior parte delle donne solitamente indossava slip, per avere più possibilità di movimento e per assicurarsi più protezione con l'accorciarsi delle gonne.
Al Torneo di Wimbledon del 1949 comparve il primo vero e proprio slip, indossato sotto la gonnellina corta da tennis dalla tennista americana Gussie Moran.
In breve tempo anche gli slip femminili si sono diffusi in tutto il mondo in vari modelli.